# Родос Яків Веніамінович
Яків Веніамінович Родос (1909—1968) — радянський актор. Відомий за єдиною великою і яскравою роботі у фільмі Вулиця сповнена несподіванок, де актор блискуче виконав роль Порфирія Петровича Смирнова-Алянского. Також зіграв ряд другорядних і епізодичних кіноролей. Похований на Донському кладовищі в Москві.
Про Якова Родосі збереглися спогади мелітопольського старожила Макса Григоровича Пастернака 1907 народження:

Познайомився з ним у 1924 році. У сім'ї було кілька братів. Старший Лев був фармацевтом в аптекарській магазині…
Яків … був рудуватий блондин маленького зросту. Всі Родос були рудуваті, малорослі, не схожі на євреїв. Яків мав схильність до жартів, розіграшів. Він умів смішно скорочують пику, з почуттям продекламувати віршик, брав участь у художній самодіяльності…
У п'ятдесяті роки я якось пішов в кінотеатр. Показували один з перших вітчизняних кольорових фільмів… Точна назва картини не пам'ятаю, але в одному з акторів я раптом дізнався Якова Родосу. Роль у фільмі у нього була якась епізодична, незначна. Він всього кілька разів з'явився на екрані. Звичайно, з віком Яків змінився, але в тому, що це був саме він, я готовий був заприсягтися. Тим більше, що від когось у Мелітополі я чув, що молодший Родос став кіноактором на студії «Мосфільм».
— Сергій Авдєєнко - «Пам'ять: розповіді про знаменитих мелітопольців» - видавництво «Мелітополь», 2008
Інший старший брат Якова Родосу — Борис — став полковником держбезпеки і одним з активних учасників сталінських репресій.

## Фільмографія
- 1957 — Вулиця сповнена несподіванок —  Порфирій Петрович Смирнов-Алянскій
- 1958 — Дорога моя людина —  лікар-терапевт (немає в титрах)
- 1958 — Євгеній Онєгін —  гість (немає в титрах)
- 1958 — Наш кореспондент —  Петро Сергєєв, завідувач відділу охорони здоров'я міста Бабкіна
- 1958 — Шофер мимоволі —  Тимофій Петрович, завідувач їдальні
- 1959 — Піднята цілина —  Аполлон Песковатсков
- 1959 — Дорога йде вдалину